# العلاقات الجزائرية السودانية
العلاقات الجزائرية السودانية تشيرإلى العلاقة التاريخية والحالية بين دولتين عربيتين أفريقيتين، الجزائر والسودان.
الجزائر لديها سفارة في الخرطوم في حين أن السودان لديه سفارة في الجزائر.

## العلاقات الحالية

### الحرب الاهلية السودانية
منذ نهاية الصراع المدني الجزائري، أعادت الجزائر والسودان علاقاتهما، لكن لا يزال هناك انعدام للثقة. ومع ذلك عرضت الجزائر مساعدة السودان في خضم الحرب الأهلية السودانية التي طال أمدها.

### الأزمة الليبية
دعت كل من السودان والجزائر إلى إنهاء الأزمة الليبية الحالية من أجل الحفاظ على السلام والاستقرار في ليبيا في ذروة الحروب الليبية.